# Xenostega subumbrata
Xenostega subumbrata là một loài bướm đêm trong họ Geometridae.